# 卡羅爾縣 (維吉尼亞州)
卡羅爾縣（英語：Carroll County）是美國維吉尼亞州南部的一個縣，南鄰北卡羅萊納州。面積1,234平方公里。根據美國2000年人口普查，共有人口29,245。縣治希尔斯维尔（Hillsville）。
成立於1842年，縣名紀念卡羅爾頓的查爾斯·卡羅爾（Charles Carroll of Carrollton），《美國獨立宣言》簽署者中唯一的天主教徒及最晚去世者。本縣為一禁酒的縣。